# ریزپرخاشگری
ریزپرخاشگری (به انگلیسی: Microaggression) توهین‌های گفتاری، رفتاری و محیطی خودخواسته یا ناخواسته‌ای است که در برخوردهای کوتاه روزمره رخ می‌دهد. 
چستر ام. پیرس، روانپزشک و استاد دانشگاه هاروارد، این‌اصطلاح را نخستین‌بار در سال ۱۹۷۰ به‌کار برد و جا انداخت. او از این‌اصطلاح برای اشاره به‌توهین‌های مکرری استفاده کرد که ناسیاهپوستان در حق سیاهپوستان آمریکایی روا می‌داشتند و نیز اینکه آنها را جدی نمی‌گرفتند. ماری رووی، اقتصاددان در ام‌آی‌تی، در سال ۱۹۷۳ از همین‌ اصطلاح برای پرخاشگری‌هایی استفاده کرد که زنان را هدف می‌گرفتند. رفته‌رفته از این‌ اصطلاح برای سایر گروه‌های به‌حاشیه‌رانده‌شده چون فقرا و معلولان هم استفاده شد. ریزپرخاشگری‌ها معمولا کلیشه‌های مربوط به‌اقلیت‌ها را تکرار یا تصدیق کرده یا با عادی‌نمایی گفتمان چیره، به‌شکل زیرکانه‌ای اعضای چنین اقلیت‌هایی را بخاطر ناهنجار و غیرطبیعی‌بودنشان خوار می‌شمارند.